# Simi Valley
Simi Valley é uma cidade localizada no estado norte-americano da Califórnia, no condado de Ventura. Foi incorporada em 10 de outubro de 1969.

## Geografia
De acordo com o United States Census Bureau, a cidade tem uma área de 109,4 km², onde 107,4 km² estão cobertos por terra e 2 km² por água.

## Demografia
Segundo o censo nacional de 2010, a sua população é de 124 237 habitantes e sua densidade populacional é de 1 156,42 hab/km². Possui 42 506 residências, que resulta em uma densidade de 395,65 residências/km².